# Solnice
Solnice − miasto w Czechach, w kraju kralovohradeckim. Według danych z 31 grudnia 2003 powierzchnia miasta wynosiła 1266 ha, a liczba jego mieszkańców 2 099 osób.

## Demografia
| Rok             | 1970  | 1980  | 1991  | 2001  | 2003  |
| --------------- | ----- | ----- | ----- | ----- | ----- |
| Liczba ludności | 2 113 | 2 193 | 2 086 | 2 085 | 2 099 |

Źródło: Czeski Urząd Statystyczny